# 牟本理
牟本理（1946年5月—2010年11月24日），甘肃省兰州市人，中华人民共和国政治人物。
曾任甘肃省委常委、天水市委书记、省委秘书长。1999年，任国家民委副主任。2008年，当选第十一届全国人大民族委员会副主任委员。2010年11月24日去世。